# Bogdan Docsev
Bogdan Docsev (bolgárul Богдан Дочев) (Várna, 1935. június 26. – 2017. május 29.) bolgár nemzetközi  labdarúgó-játékvezető. Teljes neve Bogdan Guanev Docsev. Szakmai munkája központi ellenőr.

## Pályafutása

### Labdarúgóként
1958 és 1961 között a Szpartak Varna,  1961 és 1964 között a Levszki Szofija és 1964-65-ben a várnai Kremikovci csapatában szerepelt. Két mérkőzésen a bolgár labdarúgó-válogatottban is szerepelt.

### Nemzeti játékvezetés
A játékvezetői vizsgát 1966-ban tette le. A küldési gyakorlat szerint rendszeres partbírói tevékenységet is végzett. 1970-ben lett az I. Liga játékvezetője. A nemzeti játékvezetéstől 1986-ban vonult vissza. Első ligás mérkőzéseinek száma: 148.

### Nemzetközi játékvezetés
A Bolgár labdarúgó-szövetség Játékvezető Bizottsága (JB) terjesztette fel nemzetközi játékvezetőnek, a Nemzetközi Labdarúgó-szövetség (FIFA) 1977-től tartotta nyilván bírói keretében. A FIFA JB központi nyelvei közül a németet beszéli. Több nemzetek közötti válogatott és klubmérkőzést vezetett, vagy működő társának partbíróként segített. A bolgár nemzetközi játékvezetők rangsorában, a világbajnokság-Európa-bajnokság sorrendjében többedmagával a 3. helyet foglalja el 4 találkozó szolgálatával. Az aktív játékvezetést 1986-ban, a FIFA 50 éves korhatárának elérésekor fejezte be. Válogatott mérkőzéseinek száma: 11.

#### Labdarúgó-világbajnokság
A világbajnoki döntőhöz vezető úton Spanyolországba a XII., az 1982-es labdarúgó-világbajnokságra és Mexikóba a XIII., az 1986-os labdarúgó-világbajnokságra a FIFA JB bíróként alkalmazta. Mexikóban a labdarúgó-világbajnokságon ünnepelte 50. születésnapját. A FIFA JB elvárása szerint, ha nem vezetett, akkor partbíróként tevékenykedett. 1982-ben három csoportmérkőzés közül két alkalommal egyes számú besorolást kapott, játékvezetői sérülés esetén továbbvezethette volna a találkozót. Az Argentína–Magyarország (4:1) találkozót vezető Belaïd Lacarne bíró 2. számú segítője lehetett. 1986-ban három csoportmérkőzés közül két alkalommal egyes számú besorolást kapott, az egyik negyeddöntőben 2. számú pozícióban szolgált. Világbajnokságon vezetett mérkőzéseinek száma: 2 + 7 (partbíró)

##### 1982-es labdarúgó-világbajnokság

###### Világbajnoki mérkőzés
| Időpont          | Helyszín               | Mérkőzés típusa              | Mérkőzés            | Eredmény | Nézők száma |
| ---------------- | ---------------------- | ---------------------------- | ------------------- | -------- | ----------- |
| 1982. június 23. | Balaidos Stadion, Vigo | csoportmérkőzés (1. csoport) | Olaszország–Kamerun | 1 : 1    | 20 000      |

##### 1986-os labdarúgó-világbajnokság

###### Selejtező mérkőzés
| Időpont            | Helyszín                   | Mérkőzés típusa           | Mérkőzés         | Eredmény | Nézők száma |
| ------------------ | -------------------------- | ------------------------- | ---------------- | -------- | ----------- |
| 1984. december 23. | Makariosz Stadion, Nicosia | előselejtező (5. csoport) | Ciprus–Hollandia | 0 : 1    | 2 371       |

###### Világbajnoki mérkőzés
| Időpont          | Helyszín                  | Mérkőzés típusa              | Mérkőzés         | Eredmény | Nézők száma |
| ---------------- | ------------------------- | ---------------------------- | ---------------- | -------- | ----------- |
| 1986. június 11. | Bombonera Stadion, Toluca | csoportmérkőzés (B. csoport) | Paraguay–Belgium | 2 : 2    | 16 000      |

#### Labdarúgó-Európa-bajnokság
Az európai-labdarúgó torna döntőjéhez vezető úton Franciaországba a VII., az 1984-es labdarúgó-Európa-bajnokságra az UEFA JB játékvezetőként foglalkoztatta.

##### 1984-es labdarúgó-Európa-bajnokság

###### Selejtező mérkőzés
| Időpont           | Helyszín                 | Mérkőzés típusa           | Mérkőzés           | Eredmény | Nézők száma |
| ----------------- | ------------------------ | ------------------------- | ------------------ | -------- | ----------- |
| 1983. február 12. | Tsirio Stadion, Limassol | előselejtező (5. csoport) | Ciprus–Olaszország | 1 : 1    | 25 000      |

#### Nemzetközi kupamérkőzések
Vezetett kupadöntők száma: 1.

##### UEFA-kupa
| Időpont        | Helyszín                 | Mérkőzés típusa     | Mérkőzés                  | Eredmény | Nézők száma |
| -------------- | ------------------------ | ------------------- | ------------------------- | -------- | ----------- |
| 1983. május 4. | Heysel Stadion, Brüsszel | első döntő mérkőzés | RSC Anderlecht–SL Benfica | 1 : 0    | 52 694      |

## Szakmai sikerek
1986-ban Mexikóban a FIFA 50. életévének betöltése, az aktív nemzetközi játékvezetéstől történő visszavonulása alkalmából Arany síppal jutalmazta.